# 2-硝基苯酚
2-硝基苯酚是一种有机化合物，化学式为C6H5NO3。

## 制备
2-硝基苯酚可由2-硝基氯苯在碱性条件下（如用氢氧化钠）的水解制备，反应温度170°C。将溶液酸化，沉淀出2-硝基苯酚。另一种方法是苯酚的硝化反应，反应同时会生成对位的产物，其对位异构体可以通过水蒸气蒸馏分离。